# Божидар Колаковић
Божидар Колаковић (Сисак, 8. децембар 1929 — Офенбах, 17. октобар 2010) био је југословенски и српски фудбалер.

## Каријера
Играо је на позицији одбрамбеног играча, одлично је играо главом и имао добру технику. Запажен је био у Локомотиви из Загреба за коју је наступао од 1946. до 1949. На позицији десног бека је пружао најбоље партије, али по потреби мењао је место са старијимм братом Иваном, па је и на левој страни био исто тако успешан. Доласком у Партизан из Београда (играо у периоду 1950-54), тренер Иљеш Шпиц захтева да игра халфа и поново у дуелима са Рајком Митићем бива врло запажен. У неколико наврата имао је теже повреде колена, после којих је увек следио дужи период без фудбала. Након рехабилитације само делимично своје знање показује у Пролетеру из Осијека (касније НК Осијек 1955-57), док је последње две године играчке каријере наступао у Хајдуку из Куле као играч-тренер.
Више пута је наступао за градску селекцију Загреба и једну утакмицу одиграо за А репрезентацију Југославије. На позицији десног бека у Паризу 6. фебруара 1951. године против Француске одиграо уместо тада незаменљивог Бранка Станковића.
Следећи тренерски ангажман је имао у Бечеју и два пута по годину дана у Новом Травнику. Разочаран дешавањима у фудбалу и спорту 1970. године одлази у Западну Немачку и запошљава се у својој струци - као машински бравар где је 1985. године отишао у пензију. Преминуо је у Немачкој 2010. године.